# سيمون هيلغ
سيمون هيلغ (بالسويدية: Simon Helg)‏ (10 أبريل 1990 بإسكيلستونا في السويد - ) هو لاعب كرة قدم سويدي في مركز الوسط. شارك مع منتخب السويد تحت 17 سنة لكرة القدم ومنتخب السويد تحت 18 سنة لكرة القدم ومنتخب السويد تحت 19 سنة لكرة القدم. أما مع النوادي، فقد لعب مع أتفدابيرجس ونادي إسكيلستونا ونادي هاماربي لكرة القدم وHammarby Talang FF ‏ وHammarby IF ‏ ونادي سوندسفال ‏.

## روابط خارجية
- سيمون هيلغ على موقع اتحاد السويد (السويدية)
- سيمون هيلغ على موقع قاعدة بيانات كرة القدم.إي يو (الإنجليزية)
- سيمون هيلغ على موقع Soccerway.com (الإنجليزية)
- سيمون هيلغ على موقع عالم كرة القدم.نت (الإنجليزية)